# Jean Chevillotte
Pour les articles homonymes, voir Chevillotte.
Jean Charles Chevilotte, né le 3 février 1838 à Brest, mort le 6 mai 1914 à Monte-Carlo, est un armateur et homme politique (député du Finistère entre 1885 et 1889) français. Il a développé les lignes commerciales maritimes à partir de Brest. Catholique fervent, il est aussi à l'origine de la création des « écoles libres » (écoles privées catholiques) et de l'école d'agriculture du Nivot à Lopérec (Finistère).

## Biographie
Il est le fils de Jean Chevillotte, fabricant de chandelles, puis armateur et adjoint au maire de Lambézellec entre 1826 et 1842. Après des études classiques, il séjourne à Glasgow (Écosse) pour se perfectionner en anglais, s'initier au commerce et au fonctionnement des premières compagnies d'assurances maritimes. Il s'intéresse également à la propulsion par la vapeur (roues à aubes) essayée sur quelques navires marchands anglais. Dès 1862 il collabore avec son père et son oncle Albert à la marche de la compagnie de navigation Chevillotte frères, puis à partir du 28 juillet 1863, il en prend la direction avec son cousin Albert (fils d'Albert) et son frère Léon.
Il crée alors de nombreuses lignes maritimes reliant le port de Brest aux ports de la Manche et de l'Atlantique et au-delà, dont Le Havre, Nantes, Bordeaux, Dunkerque et Anvers. Sa compagnie assure aussi le cabotage avec les ports proches (Douarnenez, Lorient...) et des services réguliers à destination d'Alger, Oran, Bône, avec des escales en Espagne et au Portugal.
Il est aussi propriétaire du château de Bourgneuf à Gouesnou (Finistère). 
Pendant la guerre de 1870, il est chargé par le Gouvernement de la Défense nationale d'une mission d'achat d'armes en Grande-Bretagne pour les mobilisés. Il est élu président de la Chambre de commerce et d'industrie de Brest en 1878 (En 1878 (il le restera jusqu'en 1894) ; il s'y distingue par ses qualités d'orateur et par la rédaction de plusieurs rapports sur les tarifs de transport par chemin de fer, sur la marine marchande, sur les traités de commerce, sur la législation commerciale. Il est élu président du tribunal de commerce de Brest en 1883, puis réélu en 1884 pour un an.

### Politique
Il commence sa carrière politique comme conseiller municipal de Brest en 1869 (il ne le reste que jusqu'en 1871). Il est candidat aux élections législatives de 1885 sur la liste conservatrice de l'Union des droites à la demande de Mgr Freppel, évêque d'Angers ; il est élu député du Finistère le 4 octobre 1885.
A la Chambre des députés, il s'oppose aux ministères de gauche (Républicains opportunistes) au pouvoir à cette époque, votant contre l'expulsion des princes de la famille royale), contre le projet de loi sur l'enseignement primaire (suite des lois Jules Ferry), pour le maintien de l'ambassade de France au Vatican. Il s'oppose aux poursuites contre le général Boulanger, dont il est un farouche partisan, contre trois députés membres de la Ligue des patriotes. Il est battu aux élections législatives de 1889 par Joseph de Gasté, qui reprend ainsi le siège qu'il avait perdu. Il devient la même année conseiller général du canton d’Ouessant ; il le restera jusqu'à sa mort.
Farouche partisan des « écoles libres » (écoles privées catholiques, il lance en 1902 une campagne de protestations contre l'expulsion de l'enseignement des congrégations non autorisées, puis aide à financer la recréation d'un enseignement privé catholique dans sa région en créant par exemple deux écoles privées à Ouessant).
Il s'intéresse aussi à l'éducation des travailleurs des campagnes et fait le projet de créer une école expérimentale d'agriculture dans son domaine de 400 hectares du château du Nivot à Lopérec, en créant une fondation dans ce but. Sa mort l'empêche de mener ce projet à bien : le 6 mai 1914 il est victime d'une crise cardiaque à Monte-Carlo, où il possédait une villa. Il est inhumé à Brest le 29 mai 1914).
Son projet est repris par sa veuve, Marie Ange Gayet (1847-1928), qui crée, sous la direction des Frères de Ploërmel, l'école d'agriculture du Nivot en 1924. Elle existe toujours.